# Souissi
Souissi est un des 5 arrondissements de la commune de Rabat dans la région de Rabat-Salé-Kénitra.      
Cet arrondissement a connu, de 1994 à 2004, une hausse de population, passant de 25 070 à 27 323 habitants.  En 2024, sa population atteint 21 000 habitants .     
Depuis les élections de 2021, le président de cet arrondissement est Adil El Atrassi (عادل الاتراسي).   

## Gestion de l'arrondissement

### Budget
En 2022, le budget de l'arrondissement Souissi est de 10,5 millions de dirhams .

### Élus locaux
Depuis les élections communales de 2021, le président de l'arrondissement Souissi devient Adil El Atrassi (عادل الاتراسي) . Il s'était présenté en tête de la liste du RNI.   
| Liste des 24 élus locaux du Souissi | Liste des 24 élus locaux du Souissi | Liste des 24 élus locaux du Souissi   |
| ----------------------------------- | ----------------------------------- | ------------------------------------- |
| Adil El Atrassi                     | عادل الاتراسي                       | Président de l'arrondissement Souissi |
| Abdelaziz Derouich                  | عبد العزيز الدرويش                  | Membre du Conseil du Quartier         |
| Fatiha El Moudni                    |                                     | Membre du Conseil du Quartier         |
| Jallal El Atrassi                   | جلال الاتراسي                       | Membre du Conseil du Quartier         |
| Mohamed El Atrassi                  | سيدي محمد الاتراسي                  | Membre du Conseil du Quartier         |
| Chaid El Atrassi                    | شعيبية الاتراسي                     | Membre du Conseil du Quartier         |
| Benssif Akal                        | بنيسف عاقل                          | Membre du Conseil du Quartier         |
| Idriss Karakchou                    | ادريس كراكشو                        | Membre du Conseil du Quartier         |
| Adib Ibn Ibrahim                    | اديب ابن ابراهيم                    | Membre du Conseil du Quartier         |
| Hamza Mouline                       | حمزة ملين                           | Membre du Conseil du Quartier         |
| Youssef El Kabous                   | يوسف الكابوس                        | Membre du Conseil du Quartier         |
| Ahmed Belqasmi                      | وديع شهيبة                          | Membre du Conseil du Quartier         |
| Abdelaziz Derouich                  | عبد العزيز الدرويش                  | Membre du Conseil du Quartier         |
| Rahima Ouazzani                     | رحمة وزاني طيبي                     | Membre du Conseil du Quartier.        |
| Rime El Fassi                       | ريم الفاسي                          | Membre du Conseil du Quartier         |
| Tariq Boukris                       | طارق بوبكري                         | Membre du Conseil du Quartier         |
| Abdellatif Cherkaoui                | عبد اللطيف الشرقاوي                 | Membre du Conseil du Quartier         |
| Mustapha Akal                       | المصطفى عاقل                        | Membre du Conseil du Quartier         |
| Wafae Iraki                         | وفاء عراقي                          | Membre du Conseil du Quartier         |
| Rachid El Atrassi                   | رشيد الاطراسي                       | Membre du Conseil du Quartier         |
| Omar Mahmoud Benjelloun             | عمر محمود بنجلون                    | Membre du Conseil du Quartier         |
| Lilia Boumehdi                      | ليليا بومهدي                        | Membre du Conseil du Quartier         |
| Saad Zaidi                          | سعاد الزيدي                         | Membre du Conseil du Quartier         |
| Mohamed Tahiri                      | محمد الطاهري                        | Membre du Conseil du Quartier         |

Les têtes de listes lors des élections 2021 étaient : 
| Nom                     | Tête de liste                            | Nombre de voix | Sièges au conseil d'arrondissement |
| Adil El Atrassi         | Liste RNI                                | 1998           | 8                                  |
| Adib Ibn Ibrahim        | Liste PAM                                | 975            | 5                                  |
| Abdelaziz Derouich      | Liste Istiqlal                           | 764            | 4                                  |
| Mustapha Akal           | Liste USFP                               | 469            | 3                                  |
| Omar Mahmoud Benjelloun | Liste Alliance de la Gauche Démocratique | 339            | 2                                  |
| Saad Zaidi              | Liste du Mouvement Populaire             | 218            | 1                                  |
| Mohamed Tahiri          | Liste PJD                                | 198            | 1                                  |

### Anciens Présidents
- Faouzi Chaâbi - Ancien Président de l'arrondissement Souissi